# DAF Daffodil
DAF Daffodil — небольшой семейный автомобиль, выпускавшийся нидерландской компанией DAF в 1961—1967 годах. Пришёл на смену автомобилю DAF 600.

## Названия
Название Daffodil было распространено на все рынки, но в Германии DAF 750 был известен, как DAF 30. В 1961 и 1963 годах модели были обновлены и получили названия DAF 31 и DAF 32. В 1967 году на смену пришёл DAF 33.

## Двигатель
Двигатель был тот же, что и у предшественника, но крутящий момент был увеличен до 85,5 мм. Мощность была увеличена до 30 л. с., максимальная скорость составляет 105 км/ч.

## Трансмиссия
За всю историю производства автомобили DAF 750 и Daffodil комплектовались вариатором, как и другие легковые модели DAF.

## Хронология
За период 1961—1967 годов характеристики автомобиля существенно не изменились. В 1963 году DAF 30 был вытеснен с конвейера DAF 31. Экстерьер автомобиля был скромно переработан с помощью Джованни Микелотти, который включил заострённые углы и более выступающие плавники: интерьер также был значительно обновлён.
В 1965 году DAF 32 заменил DAF 31. Это обновление ознаменовалось дальнейшими ограниченными изменениями в панелях кузова, опять же с участием Микелотти, чьё влияние будет по-прежнему проявляться на легковых автомобилях DAF до тех пор, пока Volvo не приобретёт предприятие по сборке автомобилей в Лимбурге.